# 藤原紀香
藤原 紀香（ふじわら のりか、1971年〈昭和46年〉6月28日 - ）は、日本の女優、モデル、タレント。第24回（1992年度）ミス日本グランプリ。
兵庫県西宮市出身。西宮市立生瀬小学校・親和中学校・親和女子高等学校・親和女子大学文学部英文学科卒業。高輪エージェンシー→バーニングプロダクション→サムデイ所属を経て、2025年1月からケイダッシュと業務提携。夫は歌舞伎俳優の片岡愛之助。

## 年譜

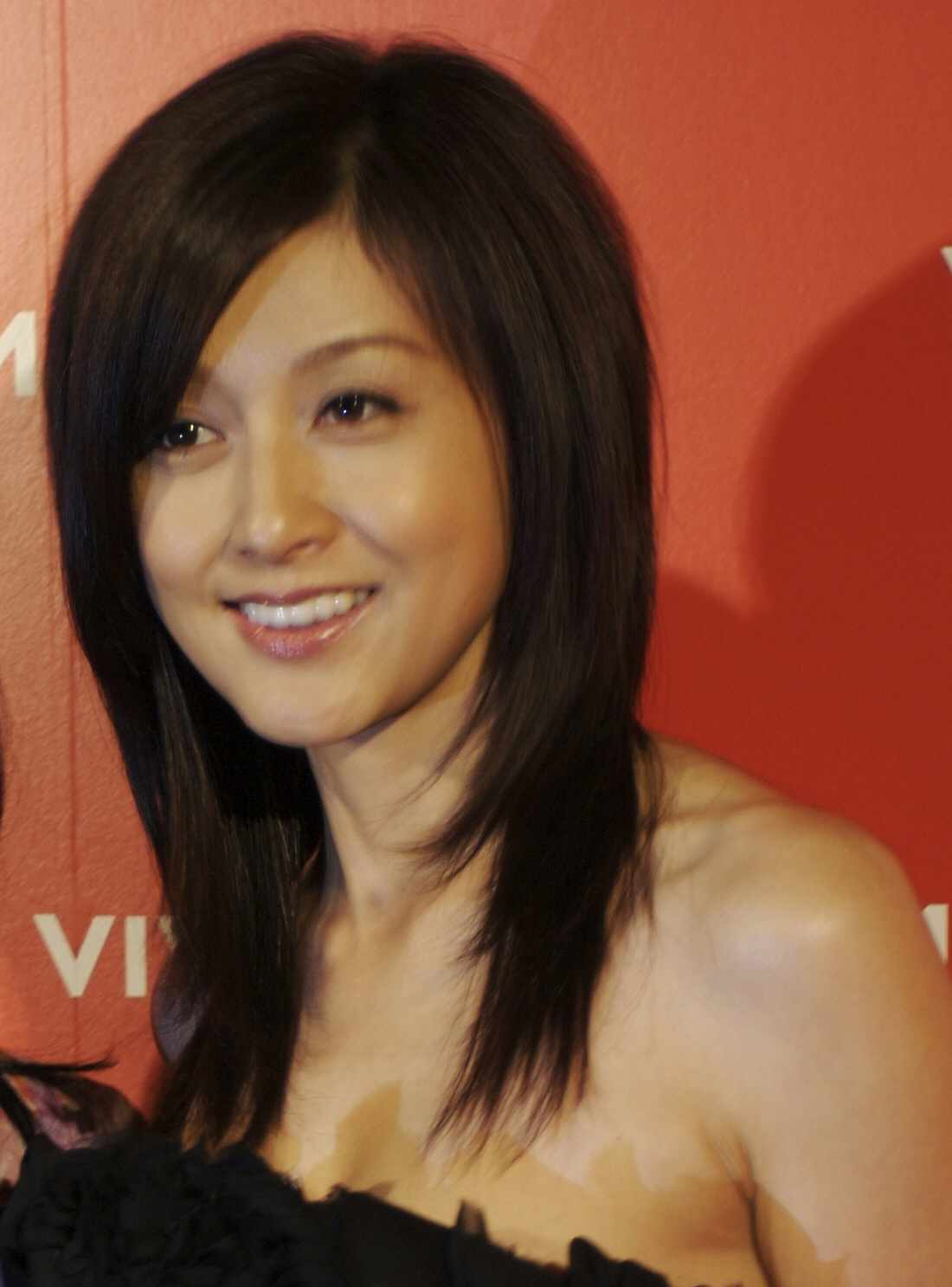
2008年

- 1971年6月28日、兵庫県西宮市に生まれる。
- 1978年、西宮市立生瀬小学校入学。
- 1984年、西宮市立生瀬小学校卒業・親和中学校進学。
- 1987年、親和中学校卒業・親和女子高等学校進学。
- 1989年、毎日放送が毎年公募していた 選抜高等学校野球大会の「セブンティーンリポーター」の一人に選ばれる。
- 1990年、親和女子高等学校卒業・親和女子大学文学部英文学科進学。
- 1991年、第24回（1992年度）ミス日本コンテストに応募し優勝[2][6]。
- 1993年、東レキャンペーンガール。関西ローカル番組『ナイトinナイト』の枠内で放送された『クイズ!紳助くん』の初代アシスタントに。1997年12月までの長期出演。
- 1994年、アサヒビールイメージガール。親和女子大学文学部英文学科卒業。
- 1995年、阪神・淡路大震災の経験から「人生、いつ終わるか分からないから」と達観して上京。またこの頃、被災者のために有名人が支援活動や慰問コンサートをする様子に感銘を受けたことがきっかけで、その後自身も様々な支援活動を国内外で行うようになる[3]。この年、バーニングプロダクションからサムデイに移籍。
- 1997年、木村拓哉主演ドラマ『ラブジェネレーション』に高木エリカ役で出演。この後、CMなど飛躍のきっかけとなった。
- 1998年、J-PHONE（現ソフトバンク）のCMで大ブレイク。その後、多くのCMに起用されCM女王と言われた。
- 2000年、香港映画『SPY N』に出演。
- 2004年、3年契約で自身がプロデュースするブランド「NEW YORK DIARY」を立ち上げた。
- 2006年12月26日、テレビドラマ『59番目のプロポーズ』で共演したお笑いタレントの陣内智則と2人そろって婚約会見を行い、同月10日に結納を済ませたこと、翌年2月17日に生田神社で挙式を行うことを発表した。当時、世界で一番ユーザーが多かったSNS、MySpaceを始める。
- 2007年2月17日、生田神社で陣内と挙式。非公開であるが、衣裳は十二単（じゅうにひとえ）に大垂髪（おすべらかし）、お色直しは白無垢に高島田であった。4月10日、加古川市役所で入籍。5月、自著である『紀香魂 - ハッピー・スピリット - 』を発売。マリッジブルーにより「円形脱毛症」だったことを明かす。5月30日、ホテルオークラ神戸で披露宴を行った。
- 2008年2月、世界経済フォーラム（ダボス会議）のYoung Global Leadersの1人に選出された。
- 2009年3月23日、陣内と離婚。5月、NHK金曜ドラマ『ツレがうつになりまして。』に主演、突然うつ病となった夫を支える妻を演じる。10月から12月、日本の産婦人科医療が抱える現状を描いた日本テレビ系列のドラマ『ギネ 産婦人科の女たち』に主演する。
- 2010年1月7日から29日、日生劇場で、ブロードウェイミュージカルの世界的名作『キャバレー』に主演。歌姫サリー・ボウルズ役。
- 2009年から2011年まで「輝く!日本レコード大賞」の司会を堺正章とともに務める。
- 2011年3月11日に初日を迎えるはずだったミュージカル「マルグリット」は、東日本大震災が当日に起こり順延。同月17日から28日まで東京、4月6日から10日まで大阪で公演。その間、毎公演後ロビーに立って義援金集めを行い、千秋楽後の4月12日に被災地を訪れ支援活動などを行った。
- 2013年、京都国立博物館広報特使に就任[7]。
- 2015年、紀の川市フルーツ大使に就任[8]。
- 2016年、同学年で歌舞伎俳優の六代目片岡愛之助と3月30日に都内の区役所に婚姻届を提出し、2度目の結婚。2024年現在は、愛之助とオス猫のマンチカンの“まー之助”と暮らしている[9]。
- 2019年からは舞台『サザエさん』で主人公・サザエさん役を務め、2022年と2025年に2度の再演が行われるなど好評を博した[10]。

## 人物

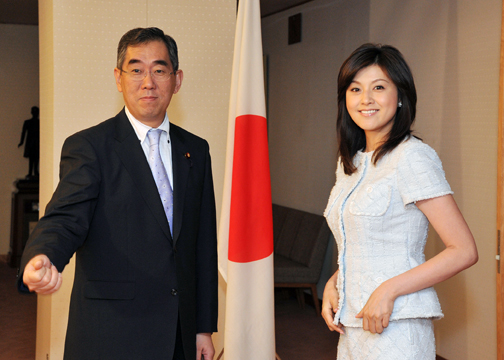
松本剛明外務大臣（当時）と（2011年）

### 家族
建築設計事務所経営の父、専業主婦の母と3歳下の弟がいる。紀香という名前は、和歌山県出身の両親が結婚前によく紀の川周辺でデートをしており、思い出深い「紀ノ川」の「香り」にちなんで命名された。父は旧満洲国生まれであり、引き揚げの際に家族を失っている。

### ミス日本以前
子供の頃は自宅近くの野山を駆け回るようなやんちゃな性格で、いつも弟と一緒に男子がするような遊びをしていたため、よく男子に間違えられていた。また、小学生時代は、当時男子しか入れなかった少年野球チームに「なんで女子は入れないの？」とコーチに直談判して特別に入り、ポジションは3番ファーストだった。その一方で『宇宙海賊キャプテンハーロック』『宇宙戦艦ヤマト』『銀河鉄道999』といった漫画、アニメに涙する少女でもあった。
この頃父親が家族を連れて車で旅をするのが好きだったため、金沢や岡山など様々な観光地に行っていた。その道中渋滞に巻き込まれると、いつも車の中で一人用のカラオケセットで中森明菜やピンク・レディーの曲を歌って家族を楽しませていた。歌が好きで小学校のころはピンク・レディーになるのが夢だったという。また海洋動物が大好きで、イルカショーのお姉さんも小学校の頃の夢だった。思春期の頃は和歌山県白浜のアドベンチャーワールドに数え切れないほど通い、特に当時“オルカ”と名付けられたシャチのショーを見るのが大好きだった。
中学・高校時代は神戸市まで阪急電鉄で通学。バスケットボール部に所属するスポ根少女だったが、高校では落語研究会にも所属。
高校進学後から歴史が好きになり、歴史学者・考古学者の助手や世界史の教師になるのが夢だった。しかし17歳の時に先述のセンバツ高校野球の「セブンティーンリポーター」に応募し、「スポーツと私」という作文を書いて合格。甲子園球場から試合の模様を伝えたり、選手や彼らを支える人などをインタビューし、これが自身にとって初めてのテレビ出演となった。人に物事を伝える面白さを感じたことから、将来はアナウンサーやリポーターになることが夢になった。
大学進学後、突然「ミス日本コンテスト」の書類選考を通過したとの知らせが届く。若い頃母が同コンテストに憧れながら断念した過去があり、娘にその望みを託し「お見合いの箔つけにでもなれば」と内緒で応募していた。その後、応募者1722人の中から「ミス日本」35人の1人に選ばれ、「グランプリ」を獲得（優勝）。

### 芸能界へ
藤原は芸能界入りを望んだが両親から猛反対に遭い、後日親族たちも交えて話し合いの場が設けられて上京を諦めるよう説得を受けた。その結果「1単位も落とさずに大学を卒業すること」と「芸能界の仕事は実家から通うこと」を条件に許可され、モデルデビューした。高輪エージェンシーに所属後いくつかの企業のイメージガールに合格するが、1993年頃に水着姿の仕事を受ける際、両親から再び猛反対された。所属事務所が必死に両親を説得したことで何とか許可をもらい、東レのキャンペーンガールなどの仕事を担当。モデル業に加えて、先述の『クイズ!紳助くん』など関西を中心にタレント活動をする。
自著である『藤原主義』によると、芸能界デビュー当初は兵庫県の実家から新幹線や飛行機で東京などの仕事場に通っていたが、1995年1月に発生した阪神・淡路大震災で知人を亡くして「やり残したことを後悔しながら死ぬのは嫌だ。これからは自分の夢に向かって生きていこう」と親元から離れて上京することを決意した。その時、家族会議が行われ、母から「あんたの帰るところはここやで。ダメやと思ったら自分で引き際を決めて帰ってきなさい」と言われ、3月に上京。父親は最後まで首を縦に振らなかったが、トラックに荷物を積んで無言で運んでくれたという。その後しばらくは、学芸大学駅近くの6畳一間で暮らすが、オーディションになかなか受からず倹約生活を送った。

### 第二の故郷・和歌山
本人は「和歌山は私の人生と切っても切れない、“第二の故郷”」と位置づけている。両親が和歌山県出身であることから、「私には和歌山の血が流れている」、「兵庫と和歌山のハーフ」と称することもある。
幼い頃から休みの日には祖父母の家がある和歌山に遊びに行っていたため、「紀ノ川あたりは“私の庭”です」と評している。ちなみに高校時代に歴史好きになったのは、和歌山の熊野三山や熊野古道をよく散策したことがきっかけ。
和歌山県ゆかりの有名人として、2015年に行われた第70回「紀の国わかやま国体」の開会式に参加した。また同年「紀の川フルーツ大使」に任命された時は、本人は「とても嬉しかった」としている。
2021年現在も時々和歌山の海を訪れては釣りを楽しんだり、東京の知人と白浜や熊野古道を訪れている。

### 女優業
女優を目指したのは1988年のドラマ『抱きしめたい!』で主演を務めた“W浅野”（浅野温子と浅野ゆう子）に憧れたことがきっかけ。1993年に関西でタレント活動を始め、同年の映画『ビッグタウンふたりの朝』主演で女優デビューした。
1995年に上京するが様々なオーディションに落ち続ける日々を過ごす。本人によると1997年にドラマ『ラブジェネレーション』への出演が転機となり、大きな仕事を依頼され始めたとのこと。1999年の『ナオミ』でテレビドラマ初主演を務めた。
女優業では演技力を疑問視する声がマスコミからは上がっており、批判的な記事が掲載されることも少なくない。また、ヒット作がないことから、代表作は「バスロマン」や「レオパレス」等のCM、「披露宴」と書かれたこともある。
仁支川峰子は女優としての藤原を「ナイスバディなだけ」と評している。

### 国際活動や人道支援への協力
- 2002年には、韓国の女優キム・ユンジンとともに日韓国民交流年の際、サッカー・ワールドカップ日韓共催大会の親善大使に起用され、両国の交流に貢献し、青瓦台の金大中大統領を訪問。天皇・皇后主催の秋の園遊会に招待された。
- 1978年の革命以後、ソ連軍の侵攻と敗北、内戦、米軍の侵攻[注釈 10]と戦乱が続くアフガニスタンに赴き、2002年の『24時間テレビ 愛は地球を救う25』と『スーパーテレビ特別版 激動のアフガニスタン藤原紀香31歳の決意』で戦災についてレポートを行った[注釈 11]。そのほか、元々は趣味から身につけた写真技術を駆使して現地での取材を行い、2004年から2005年にはJICA（独立行政法人 国際協力機構）の「ピース・トーク・マラソン」に賛同して、写真展を日本各地で行い、人道支援の寄付募集などのチャリティー活動に努めている。
- 2006年には国連スタッフと共に独立[注釈 12]後の混乱の最中であった東ティモールへ向かって写真取材を敢行し、当時のラモスホルタ外相[注釈 13]の家にも招かれた。後にニューヨーク市内で国家支援を訴える写真展を開催し、その開会式においてスピーチを行った。アナン事務総長にも面会。
- 2007年には日本赤十字社の広報特使になり、2008年2月バングラデシュ[注釈 14]に赴いてサイクロン・シドルの被害を受けた村を取材。
- U2のボノとも親交があり、ボノが来日すると連絡を受け、現在のアフリカや国際貢献に関しての話をする（ボノ作成の北海道洞爺湖サミットへのメッセージビデオにも出演している）。
- 2009年赤十字広報特使として、ケニアへIHOP事業の視察へ。乳幼児や5歳未満で死亡してしまう子どもたちの現状を視察。
- NHK特番「SAVE THE FUTURE」で3年連続司会を務め、その取材先のニューヨークで環境学者レスター・R・ブラウンと対談。環境大国スウェーデンや、国土が海に沈んでしまうかもしれないツバル、日本では屋久島へ渡航。環境問題にも精通している。
- 2009年8月、STC「OPPAIプロジェクト」に賛同し、プライベートでベトナムへ渡航。帰国後、母乳育児をしないベトナムの民族の現状、母乳育児の重要性を表参道のAOビルでチャリティ写真展を通して伝える。
- 2010年に「スマイルプリーズ藤原紀香世界子ども基金」（以下、「スマイルプリーズ」）を設立[3]。
- 2011年3月の東日本大震災後は、「スマイルプリーズ」で義援金を募り、同30日に自らの寄付と合わせて同基金の第1回目募金として、6300万円を日本赤十字社の社長であり、国際赤十字赤新月社連盟の会長でもあった近衞忠煇に直接手渡した。4月12日、東日本大震災の被災地に入り、福島県の赤十字社、宮城県内の避難所や石巻赤十字病院などを訪問し、被災者や医療スタッフを激励した。その後も被災地への訪問を重ねている。
- 2011年5月に「JHP学校を作る会」とともにプノンペンへ行き、自身のNPO「スマイルプリーズ」の活動においてカンボジア[注釈 15]2校目の学校の完成セレモニーに出席。カンボジア政府からメダルを贈与される。
- 2011年7月に自身のナビゲートする外務省の番組「地球VOCE（ヴォーチェ）」（テレビ東京系列）で、再び東ティモールを訪れ、ラモスホルタ大統領と再会。日本と東ティモールの関係について対談をした。
- 2021年時点で上記の「スマイルプリーズ」やカンボジアの写真展の活動により様々な人や企業の協力を得て、学校をアフガニスタンに1校、カンボジアに3校、ネパール[注釈 16]に1校を建設している[3]。「徒然日記」2023年6月26日によるとカンボジアで4校目が完成している。

### スポーツに対する造詣
サッカーに関してはW杯の日韓親善大使以外にも、2002年10月から12月に横浜FCのユニフォームスポンサー（NORIKA NET）に就任したこともあった。その後も暫くトレーニングウェアのスポンサーとなっていた。
格闘技にも精通し、フジテレビで放送の『K-1』の中継の司会を務めていた。連動する情報番組『SRS』の初代ビジュアルクイーンでもあり、1999年に卒業した時はアンディ・フグ、桜庭和志、フランシスコ・フィリォなどの著名格闘家が一堂に会し、それぞれエキシビションマッチや演武を披露して祝った。また、2003年と2005年にはフジテレビが独占放映中の2年に1度の『世界柔道選手権大会』の司会も務め、2007年は「スペシャルサポーター」として出演した。
2004年、フジテレビのアテネオリンピックキャスターを務めた。
中央競馬で2010年まで活躍した「ロイヤルキャンサー」という馬の名付け親でもあった。同馬の馬主は藤原を支援するイザワオフィス代表の井澤健であった。

### お笑いに対する造詣
高校生時代は落語研究会に入り、「親和亭かつお」の名で落語をした。名前の由来は高校名の「親和」とアニメ『サザエさん』のキャラクターである「磯野カツオ」から。
更に芸能界デビュー後は、先述の『クイズ!紳助くん』のアシスタント（1993年10月から1997年12月）を務めた際、司会の島田紳助とトーク中心に絡んでいた。このことが彼女のお笑いに対する理解や、女優として、コミカルな演技を求められた際の演技力向上に寄与し、プライベートでも深く影響を受けたとされている。上京を決意した時に、紳助から「東京は戦う場所や!決して甘く考えたらあかん!」と激励された。

### 結婚披露宴
2006年12月10日の陣内智則との結納時に、あまりにも報道陣が取り巻いていたため、藤原の母親がタクシーにうつむいて乗車した所、報道陣に影武者と書かれて写真を撮られているが、影武者のつもりはなかった。
2007年5月30日、ホテルオークラ神戸で結婚披露宴挙行。その模様は日本テレビ系で特番「完全独占中継!おめでとう!藤原紀香・陣内智則　愛と爆笑と涙の結婚披露宴」として放送。司会は徳光和夫が務め、乾杯の音頭に宇津井健、その後は郷ひろみの歌のプレゼント、舘ひろしからの祝辞、たむらけんじの「乱入」等で盛り上げた。さらに、陣内がコブクロの「永遠にともに」をピアノを弾きながら熱唱した。
視聴率は関東地区では24.7%、2人の地元である関西地区では40.0%という高視聴率となった。
離婚後の2016年9月23日、再婚した片岡愛之助と京都の賀茂別雷神社で挙式。28日、帝国ホテル東京で1度目と同じく徳光の司会による披露宴が行われた。報道陣には非公開であった。この2度目の披露宴については、2020年11月13日放送のTBS系『中居正広のキンスマ』で藤原がその経緯を語っている。藤原本人はしないと決めていたが、片岡が「それは違う。自身が選んだ人を歌舞伎界に『よろしくお願いします』という披露目なので、しなければいけない」と藤原を諭したという。

### 趣味など
趣味は女磨き、書、陶芸、写真、スポーツ観戦、神社仏閣、動物園、絶叫マシン、温泉巡り。他に加圧トレーニング、映画鑑賞、タンゴ、スポーツ全般（特技も）、アロママッサージなど。
特技は歌、釣り、アニメ、着物の着付け。資格は着物着付け3級、英語検定2級。
好きな食べ物は寿司、刺身、薬膳料理などの和食全般、及びネクタリン、貴陽などの果物類。また、毎朝色々な果物をミキサーにかけてジュースとして飲んでいる。他に黒酢の酢豚、タイカレー、生クリーム100％のシュークリーム。
塩は沖縄の塩のぬちまーすを愛用しており、デトックスを促すためにぬちまーすを入れたミネラルウォーターを飲むことが日課。常に常温の水を摂取するようにしているが、調子が悪い時は通常の5倍を水を飲み、それを尿として流す事を心掛けている。
好きな花はマドンナリリー、すずらん、ダリア、菖蒲、バラ、芍薬。
好きな言葉は「三分前は過去」「一期一会」「NO PAIN NO GAIN」だという。

### 美容法や健康法など
これまで藤原の健康美を追求する姿勢が注目を浴び、年齢を感じさせない美しさが話題になることが多いとされる。ただし本人は「年齢にあらがう」という言葉はあまり好きではなく、「将来は“笑いじわがすてきなお婆ちゃん”になることを目指しています」とのこと。

#### 具体的にしていること
※ここでは効果の有無に関わらず、本人が美容や健康のために取り入れているものを記述。
- 2020年頃
  - 肩が凝りすぎて体がだるかったり頭がスッキリしない時は、大好きなアロマを焚いたり、リンパマッサージ、高濃度ビタミンCや水素の点滴などデトックス効果の高いことをしている。また、健康状態を知るためにたびたび血液検査にも行くとのこと[4]。
  - 普段は旬の野菜で作ったスムージーを飲んでいるが、忙しい時はお気に入りのゴーヤスムージーを飲んでいる[45]。
  - コロナ禍ではオンラインを活用してトレーニングしたり、「ヤムナボール」を使ってストレッチをしている[45]。
  - 自炊では、抗酸化と免疫力アップの作用が優れているとされる鮭を取り入れることにハマっている。
  - 約15年前から週3回ほどのペースでジムに通い、加圧トレーニングまたは“ゆる圧ビューティプログラム”というものを続けている。また、ハンモック上のサスペンションを使ったトレーニング「シルクサスペンション」も行っている。これらの直後に「彫刻リンパマッサージ」を受けている[42][45]。
  - 水素水を日常生活で取り入れている。また、酸素水を飲んでいる[45]。

### エピソード
2013年9月、「特定秘密保護法案」を危惧する発言をブログで行った。日本共産党の機関紙しんぶん赤旗にも寄稿している。
ラジオDJパーソナリティである玉川美沙とは、同年齢で同じ関西人という繋がりで親交がある。2006年10月13日には、当時文化放送で放送されていた玉川の番組『玉川美沙 たまなび』にゲスト出演した。また、FM NACK5の『The Nutty Radio Show 鬼玉』で玉川から電話で「今日くる？」と言われ、スタジオがある銀座へ行って番組出演してしまったことがある。このエピソードは、番組の関連書籍『マル決本 3』に記されている。
公式ブログのタイトルは長らく「氣愛と喜愛でノリノリノリカ」であったが、2020年に「藤原紀香　徒然はんなり日記」に変更した。この理由についてステイホームの時期であったこと、2020年が変化変容の年であることを挙げている。
週刊文春の「女が嫌いな女」ランキングでは、長年に渡って上位入りの常連である。また、同誌の「嫌いな女優」部門や「嫌いな夫婦」部門でも上位入りの常連である。

## 出演

### テレビドラマ
- 毎度おジャマしまぁす（1995年、TBS） - 緑山千鶴 役
- 湘南リバプール学院（1995年、フジテレビ） - 野村まりこ 役
- ひとつ屋根の下2（1997年、フジテレビ） - ヨシカワマチコ 役
- それが答えだ!（1997年、フジテレビ） - 小野たみえ 役
- ラブジェネレーション（1997年、フジテレビ） - 高木エリカ 役
- ニュースの女（1998年、フジテレビ） - 星野夏美 役
- WITH LOVE（1998年、フジテレビ） - 今井佳織 役
- ハッピー・マニア（1998年、フジテレビ） - 福永ヒロミ 役
- あきまへんで!（1998年、TBS） - 青木あやめ 役
- ナオミ（1999年、フジテレビ） - 初主演・藤堂直海 役
- 危険な関係（1999年、フジテレビ） - 速水有季子 役
- 金曜日の恋人たちへ（2000年、TBS） - 主演・鎌倉まどか 役
- 億万長者と結婚する方法（2000年、日本テレビ） - 主演・芹沢一夏 役
- 金曜エンタテイメント「花瀬ちなつの殺人スクープ 〜京都・大阪・神戸を結ぶ謎〜」（2000年6月30日、フジテレビ） - 主演・花瀬ちなつ 役
- 昔の男（2001年、TBS） - 主演・原あかり 役
- スタアの恋（2001年、フジテレビ） - 主演・桐島ヒカル子 役
- 愛と青春の宝塚（2002年、フジテレビ） - 主演・リュータン（芸名：嶺野白雪/男役）役
- 世にも奇妙な物語 秋の特別編「昨日の君は別の君 明日の私は別の私」（2002年10月3日、フジテレビ） - 主演・山田明子 役
- あなたの人生お運びします!（2003年、TBS） - 主演・日高（上原）真喜 役
- 金曜エンタテイメント「熱き夢の日〜2002年ワールドカップを招致した男達〜」（フジテレビ） - 吉村梨香 役※特別出演
- よるドラ「結婚のカタチ」（2004年、NHK総合） - 主演・相馬有里 役
- 金曜エンタテイメント特別企画「天国へのカレンダー」（2005年、フジテレビ・関西テレビ） - 主演・吉岡由希子 役
- 祇園囃子（2005年9月24日、テレビ朝日） - 千野秀子 役
- 大奥〜華の乱〜（2005年、フジテレビ） - 鷹司信子 役
- DRAMA COMPLEX「59番目のプロポーズ」（2006年、日本テレビ） - 主演・沢木由美（アルテイシア） 役
- 金曜プレステージ「ひみつな奥さん」（2006年、フジテレビ） - 主演・相田蝶子 役
- だめんず・うぉ〜か〜（2006年、テレビ朝日） - 主演・大泉まりあ 役
- 火曜ドラマゴールド「美貌のメス 脳神経外科医・津山慶子」（2007年、日本テレビ） - 主演・津山慶子 役
- 金曜プレステージ「ひみつな奥さん2 京都・祇園の巻」（2007年、フジテレビ） - 主演・相田蝶子 役
- おいしいごはん 鎌倉・春日井米店（2007年、テレビ朝日） - 春日井たえ 役
- 金曜プレステージ「ひみつな奥さん3 イケメンホスト殺人事件」（2008年、フジテレビ） - 主演・相田蝶子 役
- ツレがうつになりまして。（2009年5月29日 - 6月12日、NHK総合） - 主演・早川典子 役
- ギネ 産婦人科の女たち（2009年、日本テレビ） - 主演・柊奈智 役
- 土曜ドラマ「チャンス」（2010年8月28日 - 10月2日、NHK総合） - 主演・藍田沙矢子 役
- 女と男の熱帯（2013年1月20日 - 2月24日、WOWOW） - 主演・宮部苑子 役
- 海の上の診療所（2013年10月14日 - 12月23日、フジテレビ） - 内村葵 役
- アリスの棘（2014年4月11日 - 6月13日、TBS） - 伊達理沙 役 ※特別出演
- 土曜ドラマ「ボーダーライン」（2014年10月4日 - 11月1日、NHK総合） - 松井楓 役
- 赤と黒のゲキジョー「ヤバい検事 矢場健〜ヤバケンの暴走捜査〜4」（2014年11月14日、フジテレビ） - 来栖真理子 役
- このミステリーがすごい! ベストセラー作家からの挑戦状「カシオペアのエンドロール」（2014年12月29日、TBS） - 望月ゆかり 役
- 新春ワイド時代劇「大江戸捜査網2015〜隠密同心、悪を斬る!」（2015年1月2日、テレビ東京） - 稲妻・お竜 役
- プレミアムドラマ「ある日、アヒルバス」（2015年7月5日 - 8月23日、NHK BSプレミアム） - 主演・浅倉葉月 役
- 伝七捕物帳2 第1話「女将の意地、涙のにぎり飯」（2017年8月4日、NHK BSプレミアム） - 俵屋お梅 役
- 眠れぬ真珠〜まだ恋してもいいですか?〜（2017年12月21日・28日、読売テレビ） - 主演・内田咲世子 役[59]
- これは経費で落ちません! 第1話（2019年7月26日、NHK総合） - 曽根崎ミレイ 役
- NHKスペシャル シリーズ 体感 首都直下地震「パラレル東京」（2019年12月2日 - 5日、NHK総合） - 池上瑤子 役（カメオ出演）
- だから私はメイクする 最終話（2020年11月12日、テレビ東京） - 猫田ひかる 役
- 恋なんて、本気でやってどうするの? 第7話 -（2022年5月30日 - 、関西テレビ・フジテレビ） - 佐藤沙羅デュビビエ 役[60]
- 離婚しない男-サレ夫と悪嫁の騙し愛- 第5話 - 第7話（2024年2月18日 - 3月2日、テレビ朝日） - 竹場ナオミ / 八乙女蘭 役[61]
- 家政婦クロミは腐った家族を許さない（2025年1月11日 - 3月29日、テレビ東京） - 灰原翠 役[62]
- 連続テレビ小説 おむすび 第71回 -（2025年1月13日 - 、NHK総合） - 西条小百合 役[63]

### 映画
- ビッグタウンふたりの朝（1993年、東映） - 初主演・瀬沼加代子 役
- 花より男子（1995年、東映） - 山野美奈子 役
- BAD GUY BEACH（1995年、アルゴ・ピクチャーズ） - ティミー・リン 役
- 人間椅子（1997年、ケイエスエス） - パーティードレスの女 役
- あやまり屋稼業（1997年） - エリコ (健一郎の元恋人) 役
- CAT'S EYE キャッツ・アイ（1997年、東宝） - 来生泪 役
- GTO（1999年、東映） - 喜多嶋薫 役
- SPY N（2000年、ギャガ） - 主演・インターポール 役
- サバイバルファミリー（2017年、東宝） - 斎藤静子 役
- 一夜再成名（2018年公開、香港映画） - 歌を捨てた演歌歌手 役[64]
- 癒しのこころみ〜自分を好きになる方法〜（2020年、イオンエンターテイメント） - 鈴木カレン 役
- 翔んで埼玉 〜琵琶湖より愛をこめて〜（2023年、東映） - 神戸市長 役[65]
- お終活 再春!人生ラプソディ（2024年、イオンエンターテイメント） - カオリ 役[66]
- 裏社員。-スパイやらせてもろてます‐（2025年5月2日、松竹） - 阿川小百合 役[67]

### 舞台
- OVERSEAS（2003年） - 初主演・平尾紀美子 役
- ドロウジー・シャペロン（2009年） - 主演・ジャネット・ヴァン・デ・グラーフ 役
- キャバレー（2010年・2012年） - 主演・サリー・ボウルズ 役
- マルグリット（2011年） - 主演・マルグリット 役
- 南太平洋（2015年） - 主演・ネリー・フォーブッシュ 役
- 熱海五郎一座 新橋演舞場シリーズ 第四弾 フルボディミステリー「消えた目撃者と悩ましい遺産」（2017年） - ゲスト出演・安藤京香 役
- 花盛り四人姉妹〜吉野まほろば物語〜（2018年） - 主演・三女・梅子 役
- 華の太夫道中（2019年2月） - ゲスト出演・喜美太夫 役
- サザエさん（2019年9月3日 - 10月13日） - 主演・フグ田サザエ 役[68]
  - サザエさん 再演（2025年6月5日 - 7月8日）[69]
- 魔界転生（2021年） - お品 役[70]
- 毒薬と老嬢（2022年） - 主演・マーサ 役（久本雅美とW主演）
- メイジ・ザ・キャッツアイ（2024年） - 主演・来生瞳 役（高島礼子、剛力彩芽とトリプル主演）[71]
- カルメン故郷に帰る（2024年） - 主演・リリィ・カルメン 役[72][73]
- 罠（2024年） - エリザベート 役[74]
- 朗読劇 細雪（2024年6月22日・23日、明治座） -  主演・鶴子（長女） 役[75]
- ラヴ・レターズ〜2025 New Year Special〜（2025年1月21日） - メリッサ 役[76]
- 忠臣蔵（2025年12月12日 - 2026年1月27日〈予定〉） - 大石りく 役[77]

### 配信ドラマ
- はぴまり〜Happy Marriage!?〜（2016年6月22日、Amazonプライム・ビデオ） - 相馬妙子 役
- 17.3 about a sex（2020年9月17日 -、ABEMA） - 清野亜紀 役[78]

### 劇場アニメ
- 劇場版オトッペ パパ・ドント・クライ（2021年） - ウタウーネ16世 役[79]

### ゲーム
- プロジェクト・ミネルヴァ（2002年、D3 PUBLISHER） - 主演・アリシア 役
- プロジェクト・ミネルヴァ プロフッショナル（2003年、D3 PUBLISHER） - 主演・アリシア 役

### 吹き替え
- サウスパーク第28話「殺人金魚の事件簿」 - 大阪弁の金魚 役
- シュレックシリーズ - フィオナ姫 役
  - シュレック（2001年）
  - シュレック2（2004年）※カンヌ映画祭出席
  - シュレック3（2007年）
  - シュレック フォーエバー（2010年）
- チャーリーズ・エンジェル フルスロットル（2003年） - ナタリー・クック（キャメロン・ディアス） 役
- イザベラ・ロッセリーニのグリーン・ポルノ（2015年11月、WOWOW） - イザベラ 役[80]
- 更年奇的な彼女（2016年） - チー・ジア 役[81]

### バラエティ
- クイズ!紳助くん（朝日放送） - 初代アシスタント
- SWITCH MUSIC（フジテレビ）
- 藤原紀香の1ボトル（関西テレビ）
  - ゲスト - 藤本敏史（FUJIWARA）（2006年8月20日）
  - ゲスト - 虻川美穂子（北陽）、ワッキー（ペナルティ）（2007年1月2日）
- 完全独占中継!おめでとう!藤原紀香・陣内智則　愛と爆笑と涙の結婚披露宴（2007年5月30日、日本テレビ）
- Find the WASABI! 第2期（2015年、TBS） - MC（WASABIコマンダー）
- 芸能人格付けチェック(2018年1月1日、2022年1月1日　ABCテレビ)
- 人志松本の酒のツマミになる話（2021年2月12日・11月26日、フジテレビ）

### 情報番組
- テレビで中国語（2011年度、NHK教育） - ナビゲーター
- Japan's Next Beauty（2013年6月 - 8月11日、FOXチャンネル） - 司会
- 趣味どきっ！「きょうから発酵ライフ〜体の真ん中から健・幸・美〜」（2016年4月・5月期、NHK Eテレ）

### 音楽番組
- 音楽ニュース・HO（1995年 - 1996年、テレビ朝日）
- NHK紅白歌合戦（NHK総合・ラジオ第1）
  - 第49回（1998年12月31日） - 審査員
  - 第58回（2007年12月31日） - 審査員
  - 第59回（2008年12月31日） - 「SAVE THE FUTURE」（エンヤ特別企画）担当
- ベストヒット歌謡祭（読売テレビ） - 司会（1998年 - 2008年）
- FUN（1998年 - 2004年、日本テレビ） - MC
- 恋歌〜ラブソングス 紀香とマチャミが贈る愛と別れの名曲ベスト（2008年、日本テレビ） - 司会
- 日本レコード大賞（TBSテレビ・ラジオ） - 司会（2009年 - 2011年）
- Panasonic 3D Music Studio（BS朝日） - 司会（2012年）

### スポーツ番組
- K-1 GRANDPRIX（フジテレビ） - MC
- SRS（フジテレビ） - MC、初代格闘ビジュアルクイーン
- 2004アテネオリンピック中継（フジテレビ） - メインキャスター

### ドキュメンタリー
- 明日のために…今（2008年3月3日、TBS） - ナビゲーター
- NHK環境特別番組「SAVE THE FUTURE」（2008年6月6日 - 8日、2009年6月6日 - 6月8日、2009年6月20日・21日、2010年10月11日、NHK総合） - メインパーソナリティ
  - 川の光（2009年6月20日、NHK総合） - スズメの母 役
- 地球VOCE（2010年 - 2012年、テレビ東京） - 司会
- 伝説の美女・楊貴妃（2010年11月14日、BS朝日） - ナビゲーター
- パナソニックプレゼンツ 世界遺産スペシャル（ナショナルジオグラフィックチャンネル） - 日本語版ナレーション（全9作品）
- 藤原紀香と辿る〜赤十字とソルフェリーノの戦い（2012年、ナショナルジオグラフィックチャンネル） - ナビゲーター
- 藤原紀香の"人生を変える旅"南米アマゾン源流を行く 母なる大河と古代文明に挑む（2013年2月9日、BS朝日） - ナビゲーター
- ファミリーヒストリー（2013年10月11日、NHK総合）

### 音声ガイド
- 京都国立博物館「狩野山楽・山雪」（2013年）

### CM
- ロイヤルパレス大和殿（1994年）
- サンギ「アパガード」（1997年）
- 富士写真フイルム「FinePix」（1998年 - 2003年）
- カネボウ化粧品（1998年 - 2013年）
- 三菱自動車工業「タウンボックスワイド」「ファイター」（1998年 - 1999年）
- J-PHONE（1998年 - 2001年）
- 大塚ベバレジ「シンビーノ ジャワティストレート」（1998年 - 2001年）
- 東武百貨店（1998年 - 2001年）
- ブルボン「チョコBit」（1998年 - 2000年）
- マンパワー・ジャパン（1999年 - 2002年）
- 日本航空（1999年 - 2003年）[82]
- アプラス（1999年 - 2002年）
- 宝酒造「タカラCanチューハイ」（1999年 - 2002年）
- ワコール（2000年 - 2001年）
- アルク（2000年 - 2001年）
- 佐藤製薬「ストナ」（2000年 - 2004年）
- 三菱電機「霧ヶ峰」（2001年 - 2003年）
- ガリバーインターナショナル（2001年 - 2003年）
- アサヒ飲料「十六茶」（2002年 - 2003年）
- ホワイト・トラッシュ・チャームズ（2002年 - 2003年）
- 財務省「国債」（2002年）
- ユニクロ
  - ジーンズ（2003年）
  - スティックパンツ＆ハイライズジーンズ（2008年）
  - カラージーンズ（2009年）
- キリンビバレッジ「HOGUSU Supli」（2003年）
- レオパレス21（2003年 - 2009年）
- 東芝「Face DVDレコーダー」（2003年 - 2004年）
- ソースネクスト（2004年）
- 日本コカ・コーラ「ジョージア」（2004年 - 2005年）
- ロート製薬「美活工房」（2005年）
- ほっとけない世界のまずしさ（2005年）
- 大日本除虫菊「キンチョーリキッド」（2007年 - 2008年）
- シェイクアップハウス「ミスパリ」（2007年 - 2014年）
- ツムラ・ライフサイセンス「バスクリン」（2007年 - 2010年）
- 月桂冠「月」（2007年 - 2014年）
- ソヤファーム「大豆計画」（2007年）
- NEXCO西日本「ETC キャンペーン」（2007年）
- ホーユー「CIELOシエロ ヘアカラーEX」（2007年 - 2017年）
- 日本赤十字社（2007年 - 2009年）
- 明治製菓→明治
  - アミノコラーゲン（2008年 - 2012年）
  - コクがおいしいミルクココア（2008年 - 2009年）
- ゼスプリ・インターナショナル・ジャパン（2010年 - 2011年）
- 日清医療食品「食宅便」（2012年 - 2013年）
- 総務省「国勢調査2015」（2015年）
- UQコミュニケーションズ「UQ Mobile」（2017年 - 2018年）
- ちふれ「ヒカリミライ」（2019年 - ）[83]
- ルアン「SMHヘアファンデーション」（2022年 - 2024年）
- カーコンビニ倶楽部（2022年 - ）
- 中小企業のチカラ「中小企業からニッポンを元気にプロジェクト」（2023年3月 - ）
- 厚生労働省「最低賃金」（2023年10月 - 2024年9月）
- WIGYUKI（2024年10月 - ）

## 書籍

### 雑誌
- JJ（光文社） - 同誌専属モデルとしてデビューし、神戸代表として活動。
- CanCam（小学館）
- MISS（世界文化社） - 2000年に1年間表紙を務めた。
- GISELe（主婦の友社） - 「紀香ちゃん☆ねる」でエッセイを担当。

### 写真集
- NORIKA（1999年、ワニブックス、ISBN 4-8470-2526-1）
- Origin - Norika in Kenya（2004年2月27日、ワニブックス、ISBN 4-8470-2796-5）

### 著書
- KOKOPELLI（ココペリ） 藤原紀香フォトエッセイ集（2000年1月1日、ワニブックス、ISBN 4-8470-1320-4）
- 藤原主義 強く、美しい人になる61のヒント（2001年8月20日、幻冬舎）（2003年 幻冬舎文庫、ISBN 4-344-40413-0）
- カンダクゥ 笑顔で（2002年12月31日、日本テレビ放送網、ISBN 4-8203-9842-3）
- Wish books 風を感じて 紀香のハワイ日記（2005年2月28日、幻冬舎文庫、ISBN 4-344-00737-9）
- 紀香魂 ハッピー・スピリット（2007年5月30日、幻冬舎、ISBN 978-4-344-01331-5）
- 紀香バディ！（2007年8月21日、講談社・VoCE編集部、ISBN 978-4-063-53707-9）
- リ・アル 紀香バディ！2（2009年12月10日、講談社・VoCE編集部、ISBN 978-4-062-15932-6）
- N.Perfect body（2012年11月28日、講談社、ISBN 978-4-062-18096-2）

## ディスコグラフィ
- 都市桃花源（ジャッキー・チェンとデュエットソングを台湾のみでリリース）
- START YOUR LIFEkom（「レオパレス」のCMソング）
- Norika Wedding Style（2007年、PULLUP RECORDS）

## 受賞歴
- 1991年
  - 第24回（1992年度）ミス日本グランプリ
- 1998年
  - 第17回ザテレビジョンドラマアカデミー賞 ベストドレッサー賞（『WITH LOVE』）[84]
  - 第19回ザテレビジョンドラマアカデミー賞 ベストドレッサー賞（『あきまへんで!』）[85]
- 1999年
  - 第21回ザテレビジョンドラマアカデミー賞 ベストドレッサー賞（『ナオミ』）[86]
  - 第23回ザテレビジョンドラマアカデミー賞 ベストドレッサー賞（『危険な関係』）[87]
- 2000年
  - 第26回ザテレビジョンドラマアカデミー賞 ベストドレッサー賞（『億万長者と結婚する方法』）[88]
- 2001年
  - 第31回ザテレビジョンドラマアカデミー賞（『スタアの恋』）[89][90]
  - 主演女優賞
  - ベストドレッサー賞
- 2007年
  - 47th ACC CM FESTIVAL ベスト演技賞（キンチョー「蚊に効くカトリス」）
- 2016年
  - 第13回COTTON USAアワード Mrs.COTTON USA
- 2023年
  - KIMONOIST AWARD 2023[91]
- 2025年
  - 第36回日本ジュエリーベストドレッサー賞 50代部門[92]